# Campionat d'Europa d'escacs sènior
El Campionat d'Europa d'escacs sènior és un torneig d'escacs organitzat per la European Chess Union (ECU). En categoria masculina, hi poden participar els jugadors que tinguin 60 anys o més el dia 1 de gener de l'any en què el torneig comenci. Per dones, el requisit d'edat es rebaixa a 50 o més anys.
El 2014 la competició es va dividir en dos torneigs separats per categories d'edat: + de 65 anys i + de 50 anys, unificant així les franges d'edat pels dos sexes. La competició en cada torneig es desenvolupa per sistema suís, a 9 rondes, i hi ha títols diferenciats: el campió absolut obté el títol de «Campió d'Europa d'escacs sènior» i la dona que quedi millor classificada, guanya el títol de «Campiona d'Europa sènior femenina» per cada franja d'edat.

## Llista de guanyadors
| #  | Any     | Lloc            | Campió absolut                                                   | Campiona femenina                                                 |
| -- | ------- | --------------- | ---------------------------------------------------------------- | ----------------------------------------------------------------- |
| 1  | 2001    | St. Vincent     | Jacob Murey                                                      |                                                                   |
| 2  | 2002    | St. Vincent     | Vladimir Bukal                                                   |                                                                   |
| 3  | 2003    | St. Vincent     | Sinisa Joksic                                                    | Vlasta Macek                                                      |
| 4  | 2004    | Arvier          | Mark Tseitlin                                                    | Radmila Popivoda                                                  |
| 5  | 2005    | Bad Homburg     | Mark Tseitlin                                                    | Hanna Ereńska-Barlo                                               |
| 6  | 2006    | Davos           | Borislav Ivkov                                                   | Valeria Dotan                                                     |
| 7  | 2007    | Hockenheim      | Nukhim Raixkovski                                                | Elena Fatalibekova                                                |
| 8  | 2008[1] | Davos           | Mark Tseitlin                                                    | Elena Fatalibekova                                                |
| 9  | 2009    | Rogaska Slatina | Vitali Tseixkovski                                               | Ludmila Saunina                                                   |
| 10 | 2010    | Salònica        | Vitali Tseixkovski                                               | Tamar Khmiadashvili                                               |
| 11 | 2011[2] | Courmayeur      | Mihai Șubă                                                       | Nona Gaprindaixvili                                               |
| 12 | 2012    | Kaunas          | Nikolai Pushkov                                                  |                                                                   |
| 13 | 2013[3] | Plòvdiv         | Mark Tseitlin                                                    | Margarita Voiska                                                  |
| 14 | 2014    | Porto           | Nico Schouten (65+) Keith Arkell (50+)                           | Valentina Kozlóvskaia (65+) Tatyana Fomina (50+)                  |
| 15 | 2015[4] | Erètria         | Jan Rooze (65+) Zurab Sturua (50+)                               | Nona Gaprindaixvili (65+) Svetlana Mednikova (50+)                |
| 16 | 2016    | Erevan          | Valentin Bogdanov (UKR) (65+) · Zurab Sturua (GEO) (50+)         | Nona Gaprindaixvili (GEO) (65+) · Galina Strutinskaia (RUS) (50+) |
| 17 | 2017    | Sabadell        | Nils-Gustaf Renman (SWE) (65+) · Karen Movsziszian (ARM) (50+)   | Nona Gaprindaixvili (GEO) (65+) · Galina Strutinskaia (RUS) (50+) |
| 18 | 2018    | Drammen         | Vladislav V Vorotnikov (RUS) (65+) · Simen Agdestein (NOR) (50+) | Nona Gaprindaixvili (GEO) (65+) · Brigitte Burchardt (GER) (50+)  |
| 19 | 2019    | Rhodes          | Jens Kristiansen (DEN) (65+) · Zurab Sturua (GEO) (50+)          | Elena Fatalibekova (RUS) (65+) · Tatiana Grabuzova (RUS) (50+)    |